# Parafia Najświętszej Maryi Panny Królowej Polski w Pogórzu
Parafia NMP Królowej Polski w Pogórzu – parafia rzymskokatolicka w diecezji bielsko-żywieckiej, w dekanacie Skoczów. Erygowana 12 lutego 1984. W 2005 zamieszkiwało ją niespełna 1200 katolików.
Pod koniec 2012 r., w trzy tygodnie, na dachu jej kościoła powstała instalacja fotowoltaiczna o mocy 37,440 kW, do której panele (moduły) dostarczyła firma Canadian Solar Inc., a całość zrealizowała firma RenSan Energia z Katowic.
Zamontowany system to pierwsza taka instalacja w regionie. Panele PV wystarczają na pokrycie potrzeb energetycznych kościoła.